# Kelly-Plateau
Das Kelly-Plateau ist ein 25 km langes, 3 bis 6,5 km breites und eisbedecktes Hochplateau in der antarktischen Ross Dependency. Es liegt zwischen den unteren Abschnitten des Jorda- und des Flynn-Gletschers an der Ostseite der Churchill Mountains im Transantarktischen Gebirge. 
Das Advisory Committee on Antarctic Names benannte es 1965 nach George R. Kelly (* 1923) von der United States Navy, Kommandeur der Flugstaffel VX-6 während der Operation Deep Freeze im Jahr 1964.